# Harstena

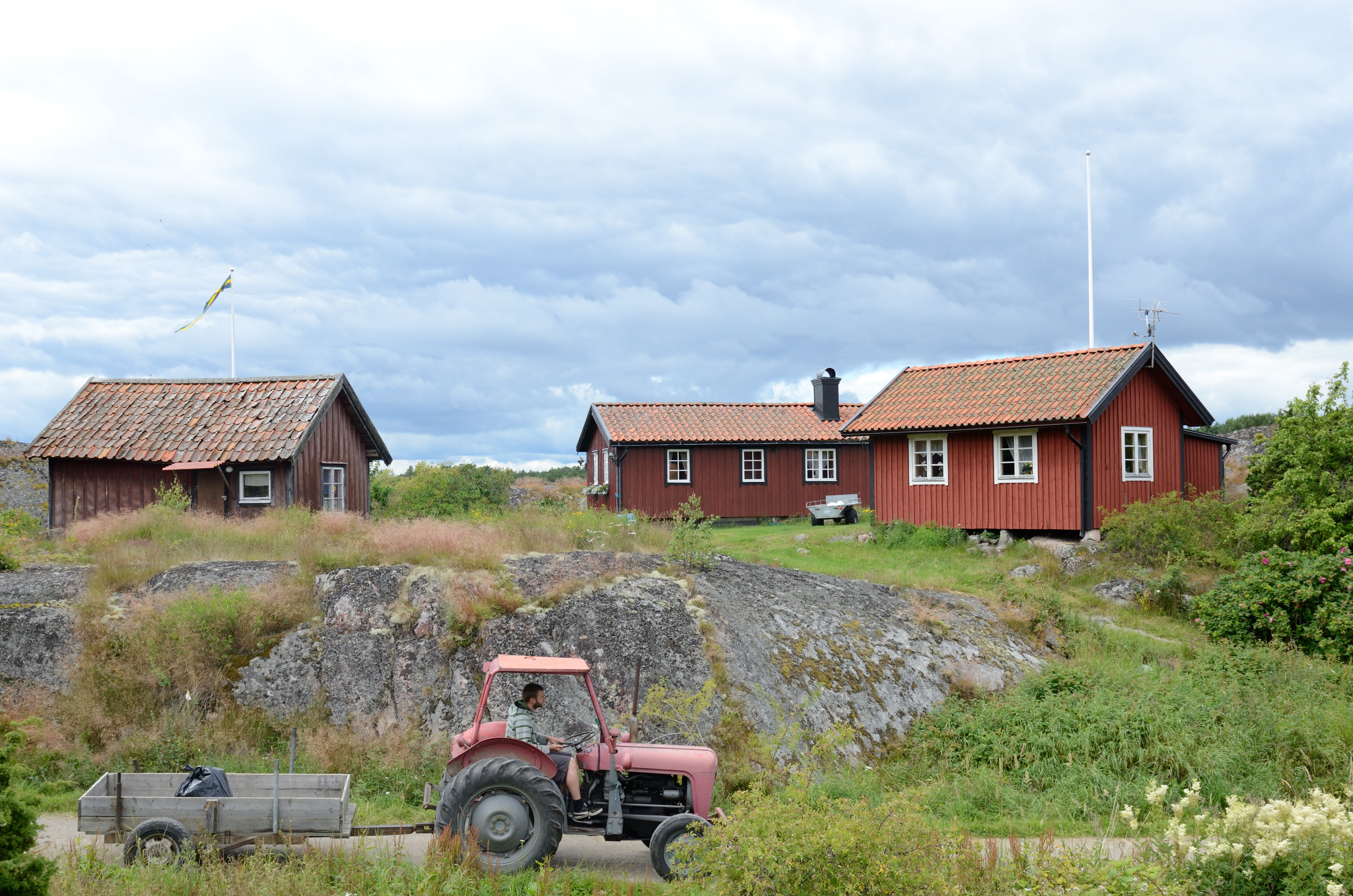
Fotografi från Harstena

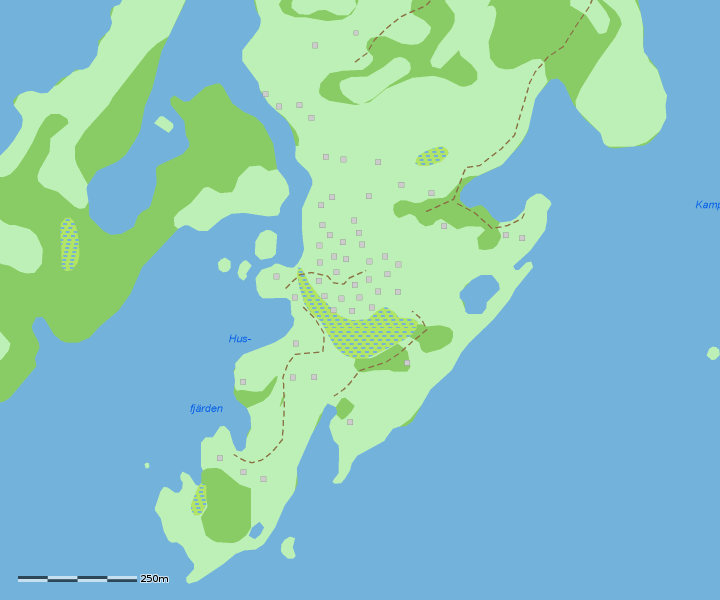
Karta över Harstena.

Harstena är en ö belägen i Gryts norra skärgård inom Valdemarsviks kommun i Östergötland. Ön är bland annat känd för den säljakt som förr bedrevs, men även som en av observationsplatserna i Sveriges Radios sjöväderprognos.   
Ön är ett populärt besöksmål och på sommaren utgår Skärgårdslinjen med dagliga båtturer från hamnarna i Fyrudden, Tyrislöt och Arkösund. I byn finns ett litet bageri och vid hamnen finns restaurang, handelsbod och rökeri.  
Ön Hargstenö omnämndes redan i Gustav Vasas jordebok från år 1543 men gravfynd pekar på att platsen var bebodd redan på järnåldern. Antalet bofasta var högst under 1800-talet då 70–80 personer livnärde sig på ön. Skattelängder från den tiden visar att fiske och säljakt gav den större delen av byns inkomster. Sälfångsten var den stora inkomstkällan fram till 1940-talet då priserna på sälskinn gick ner. Sälen utrotades under 1960- och 1970-talen för att återkomma under 1990-talet. Numera har en sälkoloni på cirka 60 djur etablerat sig i ett särskilt skyddsområde som tillhör intilliggande Gräsmarö.
Trankokeriet som byggdes på ön 1911, renoverades 1999 och blev byggnadsminnesmärkt 2011 och används idag som museum.
Ön är också känd för sin lilla sötvattenstjärn med röda näckrosor.
Antalet bofasta minskade under hela 1900-talet och idag har Harstena enbart ett fåtal åretruntboende. År 1930 fick ön telefonförbindelse och 1945 elektricitet.